# Zukva
Zukva (cyr. Зуква) – wieś w Czarnogórze, w gminie Plužine. W 2011 roku liczyła 47 mieszkańców.